# Omroep NTR
NTR es una emisora pública neerlandesa que suministra programación de radio y televisión de carácter informativo, educativo y cultural a NPO, el sistema nacional de radiodifusión pública neerlandés.

## Historia
NTR fue creada tras la fusión de Nederlandse Programma Stichting (NPS) y dos emisoras educativas, Televisie Academie (Teleac) y Radio Volksuniversiteit (RVU). 
Dicha fusión tuvo lugar el 1 de enero de 2011 y desde entonces NPS, Teleac y RVU forman una sola entidad. El nombre NTR tiene su origen en la primera letra de cada una de las tres organizaciones que componen la entidad. 

## Tipo de Organización
NTR, igual que la NOS, es una organización que no necesita miembros para seguir emitiendo al ser una organización neutral independiente de servicio público regida como fundación de titularidad pública bajo la Ley de Medios de 2008.

## Misión
Los programas de la NTR tienen la misión de contribuir a una sociedad del conocimiento democrática mediante la creación de programas informativos, culturales y educativos para todo tipo de audiencia con los siguientes valores fundamentales: independencia, imparcial, objetividad, confiabilidad, respeto y orientada hacia una sociedad de personas activas e independientes y de ciudadanos curiosos.

## Programación
Los programas de la NTR se emiten por los diferentes canales de radio y televisión de la NPO tratando temas informativos, educativos, culturales y divulgativos. También produce contenidos para minorías y otros grupos vulnerables a los que otras organizaciones de la NPO no destinan programas.